# Film und Schule NRW
Film und Schule NRW ist eine gemeinsame Initiative des Ministeriums für Schule und Bildung NRW und des LWL-Medienzentrums für Westfalen und arbeitet als landesweite Agentur mit dem Ziel, Lehrkräfte und Multiplikatoren praxisnah zu unterstützen sowie Filmbildung systematisch in den Fachunterricht der nordrhein-westfälischen Schulen zu integrieren.
Darüber hinaus führt Film und Schule NRW gemeinsam mit Vision Kino einmal jährlich die SchulKinoWochen NRW durch, das größte filmpädagogische Projekt des Landes.

## Fort- und Ausbildung
Neben regelmäßigen eigenen Fachtagungen ist die Initiative auf diversen Kongressen und Veranstaltungen mit Workshops und Foren vertreten. Regelmäßig auf dem NRW-Forum, als Partner der Vision Kino beim Vision Kino-Kongress, dem Bildungskongress in Köln und ähnlichen Veranstaltungen. Darüber hinaus bietet Film und Schule NRW die Qualifizierung von Fachmoderierenden und Medienberatenden sowie anderen Multiplikatorinnen und Multiplikatoren der Lehrerfort- und -ausbildung im Rahmen der Filmbildung an.
Mit dem Label „Ausgezeichnet!“ empfiehlt Film und Schule NRW ausgewählte Spiel-, Animations- und Dokumentarfilme. Mit jedem Newsletter gibt Film+Schule NRW einen eigenen Filmtipp heraus. Zu vielen Filmen des Labels Ausgezeichnet! stellt Film und Schule NRW Unterrichtsmaterial und Arbeitshilfen zur Verfügung. 

## „Schule der Filmbildung NRW“
Film und Schule NRW zeichnet ausgewählte Schulen mit dem Zertifikat „Schule der Filmbildung NRW“ aus, um das Engagement der Schule zu ehren. Hierbei wird die Filmkompetenz von Kindern und Jugendlichen gestärkt, indem die Filmbildung verbindlich und systematisch in den Unterricht in den Jahrgangsstufen 5–10 in den unterschiedlichsten Fächern implementiert wird.
Als erste Schule in NRW wurde das Albert-Einstein-Gymnasium Duisburg ausgezeichnet.

## Digitale Lernmittel
Film und Schule NRW hat zwei digitale Tools zur Filmbildung entwickelt und zur Verfügung gestellt. TopShot ist ein digitales Werkzeug zu Grundlagen der Filmsprache. Das Programm zeigt, wie etwa Look, Musik und Filmschnitt die Wirkung von Filmen beeinflussen. Anwender können dabei interaktiv in Filmclips eingreifen. Die App soll auf diese Weise filmische Gestaltungsmittel erfahrbar machen. Mit TabulaGo lassen sich digitale Arbeitsblätter zur Filmbildung erstellen und auf mobilen Geräten bearbeiten. 